# فرانکلین بوچانان
فرانکلین بوچانان (انگلیسی: Franklin Buchanan; ۱۷ سپتامبر ۱۸۰۰ – ۱۱ مهٔ ۱۸۷۴) فرد نظامی اهل ایالات متحده آمریکا بود.